# NRK Nyíregyháza
NRK Nyíregyháza est un club hongrois de volley-ball, fondé en 1997 et basé à Nyíregyháza qui évolue pour la saison 2019-2020 en Extraliga.

## Palmarès
- Championnat de Hongrie
  - Vainqueur : 2000, 2001, 2002, 2003, 2007.
  - Finaliste : 2005, 2008, 2009, 2018, 2019.
- Coupe de Hongrie
  - Vainqueur : 2000, 2001, 2002, 2003, 2004, 2007, 2018[3], 2019[4], 2021.
  - Finaliste : 2005, 2006, 2008, 2009, 2020.